# HD 70573
HD 70573 ist ein etwa 150 Lichtjahre von der Erde entfernter Hauptreihenstern der Spektralklasse G im Sternbild Hydra. Er besitzt eine scheinbare Helligkeit von 8,7 mag. HD 70573 wurde sowohl als Mitglied der Hercules-Lyra-Assoziation als auch als Mitglied der Pleiades Moving Group identifiziert. HD 70573 ist ein sehr junger Stern mit einem Alter im Bereich von 100 Millionen Jahren.
In einer im Jahre 2007 publizierten Untersuchung von Setiawan et al. wurde ein Begleiter um HD 70573 postuliert, bei dem die Möglichkeit bestand, dass es sich um einen Exoplaneten handelt. Durch die Analyse mittels der Radialgeschwindigkeitsmethode wurde für das Objekt mit der systematischen Bezeichnung HD 70573 b eine Umlaufperiode von etwa 850 Tagen und eine Semiamplitude von ca. 150 m/s vermutet, was auf eine Mindestmasse von rund 6 Jupitermassen hätte schließen lassen. Da der Stern von einer protoplanetaren Scheibe umgeben und damit geringen Alters ist, hätte das Systems potentiell ein interessantes Beobachtungsobjekt für die Untersuchung der Entstehung von Planetensystemen darstellen können. Eine im Jahr 2015 in MNRAS veröffentlichte spektroskopische Untersuchung von Soto, Jenkins und Jones konnte jedoch keinerlei Anzeichen für die Existenz eines Begleiters um HD 70573 und kommt zum Schluss, dass die vermeintliche Entdeckung auf Probleme mit den verwendeten Daten zurückzuführen sein könnte.